# Johann Christoph von Dreyhaupt

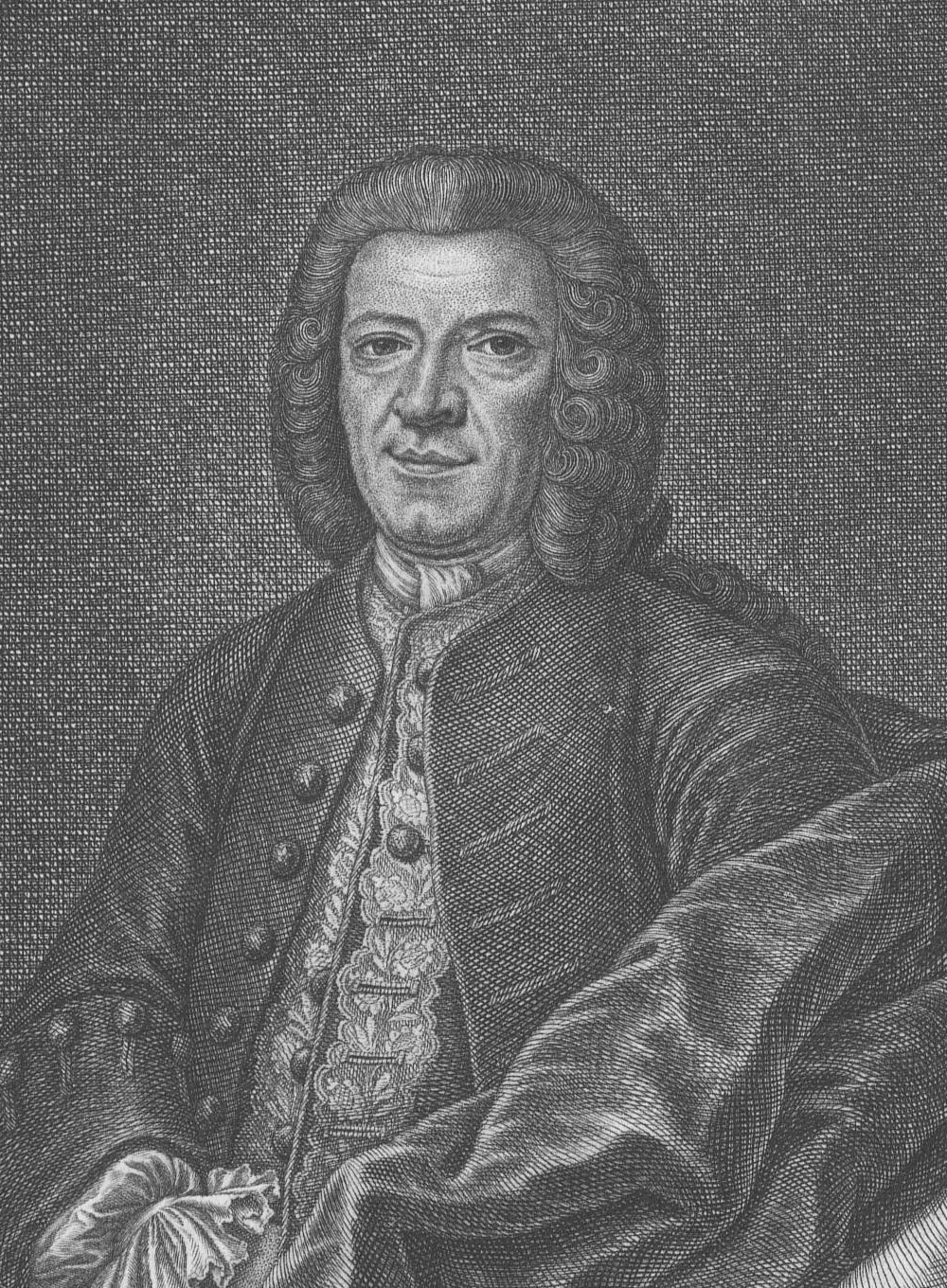
Johann Christoph von Dreyhaupt (Frontispiz der Beschreibung des Saalkreises, 1749)

Johann Christoph Dreyhaupt, ab 1742 von Dreyhaupt (* 20. April 1699 in Halle an der Saale; † 13. Dezember 1768 ebenda), war ein deutscher Jurist und Historiker. Er hatte in seiner Heimatstadt Halle zahlreiche hohe Ämter wie die des Schultheißen und des Salzgrafen inne und ist der Verfasser des zweibändigen Werkes Beschreibung des Saalkreises, einer umfangreichen und regionalgeschichtlich bedeutsamen Abhandlung über die Stadt Halle und ihr Umland.

## Leben
Johann Christoph Dreyhaupt kam am 20. April 1699 als Sohn des Kaufmanns und Besitzers des Gasthofes Güldener Stern Christoph Dreyhaupt (1659–1734) und dessen zweiter Frau Anna Catharina, geb. Hanewald († 1710), zur Welt und wurde drei Tage später, am 23. April 1699, in der St. Ulrich-Kirche zu Halle getauft. Er hatte 18 Geschwister, von denen allerdings nur sechs das Erwachsenenalter erreichten. Sein Vater, der 1686 sein Gut in Michlitz verkauft hatte, nach Halle kam und dort das Bürgerrecht erwarb, war wohlhabend – neben dem Gasthof besaß er zeitweise bis zu drei weitere Häuser in der Stadt, dazu Grundstücke im Umland.
Dreyhaupt besuchte die  Latina der  Franckeschen Stiftungen und begann auf Ansinnen seines Vaters eine Lehre zum Kaufmann in Leipzig. 1718 brach er die Lehre ab und immatrikulierte sich am 9. August an der damaligen Friedrichsuniversität Halle in Rechtswissenschaften. Er legte 1725 sein Examen ab und wurde Hoffiskal der französischen Kolonie, ein Amt, welches er bis 1731 innehatte, und Advokat im Saalkreis. 1726 heiratete Dreyhaupt Johanna Sabina Lautsch (1711–1741). Im Jahre 1728 (1729?) wurde Dreyhaupt Mitglied der halleschen Pfännerschaft, 1729 Beisitzer des hallischen Schöppenstuhls und zwei Jahre später Vorsitzender desselben. Als am 15. August 1731 der Geheimrat Johann Franciscus Berndes starb, der in Halle das Amt des Salzgrafen und des Stadtschultheiß innehatte, bewarb sich Dreyhaupt umgehend für dessen Nachfolge. Der Senior des Schöppenstuhls Emanuel Limmer (1661–1733), eigentlich Nachfolger Berndes’, wurde aufgrund seines hohen Alters von der Regierung in Berlin übergangen. Johann Christoph Dreyhaupt reiste nach Magdeburg, wo er mit dem Amt des Schultheißen und der Berggerichtsbarkeit beliehen wurde; seine Bestallung spricht außerdem von der Würde des „Magdeburgischen Regierungs-, Krieges- und Domänenrathes“ und „dortigem Advocato fisci.“ Den für das Salzgrafenamt nötigen Eid legte er am 28. September 1731 ab. Dreyhaupt hatte damit trotz seines geringen Alters die höchsten weltlichen Ämter der Stadt Halle inne. In Magdeburg und Berlin griff man auch auf seine Fähigkeiten als Jurist zurück, mehrfach wurde er nach auswärts berufen. In Anerkennung seiner Dienste wurde er am 22. Dezember 1741 mit der Würde des Geheimrates beliehen. Im Dezember 1745 hielt sich Dreyhaupt als vom König berufenes Mitglied des „niedergesetzten Kriegskommissariats“ in Leipzig auf. Aufgabe dieser Einrichtung war die Regelung der Kriegskontribution nach dem Ende des Zweiten Schlesischen Krieges.
In einem Gesuch vom 8. Januar 1742 an den Kurfürsten Friedrich August II. von Sachsen, der zu dieser Zeit das Reichsvikariat innehatte, bat Dreyhaupt um eine Erhebung in den Adelsstand. Grundlage der Argumentation Dreyhaupts war seine vermeintliche Abstammung von einem italienischen Geschlecht derer „von Trivultio“. Einer seiner Ahnherren soll als Obrist eines italienischen Regiments an der Schlacht bei Mühlberg teilgenommen haben, wo er verwundet wurde, seinem Dienst entsagte und, in Sachsen verbleibend, Kinder zeugte, die als eingedeutschte Form von „Trivultio“ fortan den Namen „Dreyhaupt“ führten. In einem zweiten Anschreiben verwies Dreyhaupt darauf, dass er aus verschiedensten Gründen den formalen Beweis jener Abstammung nicht erbringen könne. Trotz dieser Ungereimtheiten wurde zum 29. März 1742 die Erhebung in den Adelsstand vollzogen und das von Dreyhaupt gewünschte Wappen erteilt. Im Adelsbrief finden sich keine Ausführungen über den Verleih des Titels eines Pfalzgrafen (comes palatinus), den Dreyhaupt aber sowohl im Titelbild als auch im Text des zweiten Bandes seiner Chronik führt.
Johann Christoph von Dreyhaupt verstarb in der Nacht vom 12. zum 13. Dezember 1768 gegen 2 Uhr morgens. Seine letzte Ruhestätte fand er im Bogen 56 des Stadtgottesackers. Die Grablege Dreyhaupts ist heute nicht mehr sichtbar.

## Interessen und Sammlungen
Bereits während seines Studiums begann Johann Christoph Dreyhaupt, Abschriften von Akten zu juristischen Fällen anzufertigen und zu sammeln; eine Tätigkeit, der er sich auch als Mitglied des Schöffenstuhls widmete. Unter dem latinisierten Namen „Trivultio“ veröffentlichte er 1729 diese Sammlung. Im November 1735 suchte Dreyhaupt im Blatt Wöchentliche Hallische Anzeigen einen Verleger, um ein Register aller juristischen Dissertationen und Akten in seinem Besitz – sein Nachlass enthielt über 400 Bände – herauszugeben. Er bezifferte die Zahl auf „3000 Stück in etlichen 100 Bänden“, für die er bereits ein alphabetisches Register angelegt habe. Zu einer Drucklegung kam es nicht. In den Göttinger Zeitungen von gelehrten Sachen wurde 1749 angekündigt, dass der hallesche Buchhändler Johann Andreas Bauer „gesonnen sei“, ein vergleichbares Werk „auf Vorschuß“ zu drucken. Auch in diesem Fall kam es nicht zum Druck, so dass eine mögliche Beteiligung oder gar Initiation Dreyhaupts, wenn auch wahrscheinlich, nicht bestätigt werden kann.
Über die von ihm angelegte Bibliothek berichtet der Chronist in seinem Hauptwerk Beschreibung des Saalkreises: „Ich selbst habe einen kleinen Bücher-Vorrath Juristischer und Historischer Schrifften von 2000 etliche hundert Stück Büchern gesamlet, darunter eine Sammlung von 600 Stück Landcharten, eine ziemlich complete Collection von Saltz- und Bergwercks-Büchern, und eine Sammlung von 330 Bänden Juristischer Disputationen, so auf 15000 Stück enthalten, nebst darüber gefertigten vollständigen Nahmen- und Materien-Registern, desgleichen einige rara MScta, chartacea & membranacea.“ Bis zu seinem Tod wuchs diese Sammlung weiter an, 3.109 Bücher und Handschriften, oftmals Abschriften Dreyhaupts, verzeichnet das Nachlassverzeichnis. Der Schwerpunkt lag auf Jurisprudenz, Geschichte, Geographie und Heraldik (rund 1.800 Einträge), weiterhin Mathematik, Architektur und Physik (236 Bände) sowie Metallurgie, Numismatik und Salinenwesen (187 Bände). Auch 145 Bücher zu landwirtschaftlichen Themen, Jagd und Botanik nannte Dreyhaupt sein Eigen, darüber hinaus Nachschlagewerke und Werke klassischer Autoren (164 Bände). Schöngeistige Literatur und Werke zur Religion waren in der Bibliothek mit jeweils rund 100 Einträgen vergleichsweise selten vertreten.
Dreyhaupts Sammelleidenschaft beschränkte sich jedoch nicht nur auf Bücher und andere Schriften: Eine Mineraliensammlung in seinem Besitz umfasste 1.662 Positionen, darunter 60 Fossilien wie jene Fische, die als Kupferstich Eingang in die Beschreibung des Saalkreises gefunden haben, in dem Dreyhaupt weiterhin Teile seiner Sammlung beschreibt. Neben dieser Mineraliensammlung legte der Jurist auch eine Sammlung von 245 verschiedenen Hölzern, 23 Rinden, 79 Wurzeln und 59 Harzen an, darüber hinaus eine Sammlung von Samen und Früchten, die 1.161 Sorten umfasste. Jede Sorte wurde in einem Glas hinterlegt, welches beschriftet und über ein viersprachiges Register (Latein, Deutsch, Englisch und Französisch) zugänglich war. Pflanzen, darunter Granatapfelbäume (Punica granatum), Echte Feigen (Ficus carica) und auch einen Gewürznelken-Baum (Syzygium aromaticum), gediehen in einem von Dreyhaupt selbst geplanten Garten, der sich in der Nähe der Moritzburg vom Ufer der Saale Richtung Stadt erstreckte. Neben einem Sommerhaus ließ Dreyhaupt Springbrunnen und eine Orangerie anlegen, in der er Zitronen- und Apfelsinenbäume züchtete.
Das Interesse Dreyhaupts galt neben der Botanik auch der Zoologie. Sein „Cabinett“ enthielt neben einer Insekten- (500 Exemplare), Schnecken- (101 Exemplare) und Korallensammlung (15 Einträge) auch „ein Hottentotten-Mägdlein von 5 Monaten in Spiritus“ sowie zwei weitere konservierte Säuglinge, einer davon angeblich aus Japan. Auch Teile einer ägyptischen Mumie nannte er sein Eigen.
Der naturwissenschaftliche interessierte Beamte erwarb technische Apparate und Modelle, so eine Camera obscura und eine Laterna magica, und nicht zuletzt eine Sammlung von 91 Bildern und Meißner Porzellan. Seine Münzsammlung umfasste 1.810 Stücke, darunter 487 römische und griechische Münzen.
Seyfert berichtet, dass Dreyhaupts Interesse sich nicht nur im Sammeln beschränkte, sondern dass er auch selbst Beobachtungen nachging und diese dokumentierte. Dreyhaupt soll gemäß Seyfert einen regen Briefwechsel mit anderen Gelehrten unterhalten und auch das Gespräch mit Künstlern und Handwerkern gesucht haben. Am 10. Mai 1753 wurde Johann Christoph von Dreyhaupt auswärtiges Mitglied der Preußischen Akademie der Wissenschaften in Berlin, Mitgliedschaften in der Römisch-Kaiserlichen Akademie der Naturforscher und der Kurfürstlichen Maynzerischen Societaet der Wissenschaften und freien Künste zu Erfurt folgten.
Bald nach dem Tod Dreyhaupts, am 13. Dezember 1768, wurde das umfangreiche Testament eröffnet. Es zeigte sich, dass der Beamte zwar Grundvermögen und beträchtliche Sammlungen besessen hatte, aber auch verschuldet war. Auf Anordnung der Magdeburger Regierung wurde eine Inventur des Nachlasses angeordnet und im Oktober 1769 die Verauktionierung des Gartens anberaumt, die mehrmals verschoben werden musste bzw. ohne Erfolg endete. 1771 wurde ein umfangreiches Verzeichnis der Sammlungen veröffentlicht und die Besitztümer Dreyhaupts daraufhin an drei Auktionstagen bis Januar 1772 veräußert. Auch Dreyhaupts Wohnhaus und Garten wurden veräußert, wobei sich der Verkauf des teureren Gartengrundstücks bis 1774 hinzog. Später wurde das weit unter Wert verkaufte Grundstück in den Botanischen Garten der Universität Halle integriert. Über den Verbleib der versteigerten Sammlungen Dreyhaupts ist nichts bekannt, einige Positionen des Testamentes gingen in den Besitz der Universität Halle über.

„Blättert man den Katalog seiner Bibliothek und seiner Sammlungen durch, so wird man unwillkürlich an die Natur- und Geistesschätze erinnert, die Goethe in seinem langen Leben an sich brachte. Wären Dreyhaupts Bibliothek und Sammlungen geschlossen erhalten und für Halle bewahrt geblieben, so würde diese Stadt heute das Geistesdenkmal eines ganz bedeutenden Barockmenschen ihr Eigen nennen, welches sich dieser zu seinen Lebzeiten, freilich ohne eitle Absicht, errichtete, und das so leicht seinesgleichen nicht finden dürfte.“

## Der Chronist – Beschreibung des Saalkreises
Regionalgeschichtlich von großer Bedeutung ist die von ihm verfasste zweibändige Ausgabe der Beschreibung des Saalkreises, welche 1749/50 erstmals erschien. Das Werk, welches auch als die „Dreyhauptsche Chronik“ bezeichnet wird, widmet sich der Geschichte und Kultur der Stadt Halle und des Saalkreises. Es enthält wertvolle Frontispize, Kupfertafeln, Kupferstiche, Textkupfer sowie Textholzschnitte. Die Aufwendungen für dieses Werk trieben von Dreyhaupt in den wirtschaftlichen Ruin.
- Als vierbändiger Nachdruck ist die „Dreyhauptsche Chronik“ 2002 in limitierter und nummerierter Auflage von 500 Stück im fliegenkopf verlag in Halle erschienen.

## Ehrung
Dreyhaupt wurde am 10. Februar 1761 mit dem akademischen Beinamen Antonius Castor II. als Mitglied (Matrikel-Nr. 634) in die Leopoldina gewählt.
Am 15. Dezember 1868 würdigte der Thüringisch-Sächsische Verein für Erforschung des vaterländischen Altertums und Erhaltung seiner Denkmale das Wirken Dreyhaupts mit einer Gedenkfeier, bei der man eine Tafel am Nachfolgebau der Sterbehauses (heute Große Ulrichstraße 42) des Historikers anbrachte. Auch am Nachfolgebau des Geburtshauses Dreyhaupts (heute Sternstraße 14) wurde eine Gedenktafel angebracht. Weiterhin tragen eine Berufsschule und eine Straße in Halle den Namen des Chronisten.

## Werke
- Johann Christoph von Dreyhaupt: Anecdotes de Saltzbourg oder Geheime Nachrichten von dem Ertz-Stifft Saltzburg: dem itzigen Ertzbischoff, dessen Character, Bedienten, Landen und Revenuen besonders von denen wahren Ursachen der Emigration, aus denen Relationen derer zu Abforderung derer Emigranten Güter im Jahr 1734 nach Saltzburg abgeschickten Königl. Preußl. Bedienten zu eigenen Gebrauch verfaßet.
- Johann Christoph von Dreyhaupt: Pagus Neletizi et Nudzici, oder ausführliche diplomatisch-historische Beschreibung des zum ehemaligen Primat und Ertz-Stifft, nunmehr aber durch den westphälischen Friedens-Schluß secularisirten Herzogthum Magdeburg gehörigen Saal-Kreyses und aller darinnen befindlichen Städte, Schlösser, Aemter, Rittergüter, adelichen Familien, Kirchen, Clöster, Pfarren und Dörffer, insonderheit der Städte Halle, Neumarckt, Glaucha, Wettin, Löbegün, Cönnern und Alsleben; aus Actis publicis und glaubwürdigen … Nachrichten mit Fleiß zusammengetragen, mit vielen ungedruckten Dacumenten bestärcket, mit Kupferstichen und Abrissen gezieret, und mit den nöthigen Registern versehen. Emanuel Schneider, Halle 1749/50 u.ö. (urn:nbn:de:gbv:3:1-135876)/Uni Halle.; Nachdruck: Fliegenkopf, Halle 2002. ISBN 3-930195-70-4.
  - Beylage sub A. zum Ersten Theil: Friedrich Hondorff: Beschreibung des Saltz-Wercks zu Halle in Sachsen … Mit Anmerckungen, Erläuterungen und Zusätzen auch Documenten vermehret von Johann Christoph von Dreyhaupt. Emanuel Schneider, Halle 1749 (Digitalisat der Universitäts- und Landesbibliothek Sachsen-Anhalt).
  - Beylage sub B. zum Zweyten Theil: Johann Christoph von Dreyhaupt: Genealogische Tabellen oder Geschlechts-Register sowohl derer vornehmsten im Saal-Creyse mit Ritter-Gütern angesessenen Adelichen Familien als auch derer vornehmsten alten und neuen, theils abgestorbenen, Adelichen, Patricien und Bürgerlichen Geschlechter zu Halle aus alten wahrhafften Documenten, Monumenten, Lehns-Registern, Lehn-Briefen, Actis publicis, Gerichts- und Kirchen-Büchern, Parentationen, Leich-Predigten und anderen Hülfsmitteln mit großer Mühe und Fleiß zusammengesucht, In ordentliche Tabellen verfasset, und mit Beyfügung der Wapen, so viel deren zu erlangen gewesen. Emanuel Schneider, Halle 1750 (Digitalisat der Universitäts- und Landesbibliothek Sachsen-Anhalt).
  - (Zweitauflage) Erster Teil, in Verlegung des Waisenhauses (Franckesche Stiftungen, Halle 1755. Digitalisat)
- Johann Friedrich Stiebritz: Johann Christoph von Dreyhaupt … Pagus Neletici et Nudzici : oder diplomatisch-historische Beschreibung des Saal-Creyses; und aller darin befindlichen Städte, Schlösser, Aemter, Rittergüther, adelichen Familien, Kirchen, Clöster, Pfarren und Dörfer … / In einen Auszug gebracht, verbessert, mit einigen Anmerkungen erläutert und fortgesetzt von Johann Friedrich Stiebritz …. Verlag des Waysenhauses, Halle 1772/73 (Erster Theil und Zweyter Theil/ Digitalisat)